# Lights of New York (1928)
Lights of New York es una película del año 1928 dirigida por Bryan Foy y estrenada por Warner Brothers, que destaca por ser el primer largometraje con un 100% de diálogos sonoros de la historia del cine, utilizando el sistema de sonido Vitaphone.

## Argumento
Eddie (Cullen Landis), es un joven neoyorquino que desea trabajar en Broadway. Conoce a una bondadosa corista (Helene Costello). También están un asesino de policías líder de gánsteres, Hawk Miller (Wheeler Oakman), y su exnovia (Gladys Brockwell). Como la policía le está estrechando el cerco, decide utilizar a Eddie como cabeza de turco, estableciendo su punto de contrabando en la tienda de Eddie, y ordenando a sus hombres que se encargen de Eddie. Pero Eddie escapa y acaba enfrentándose a Hawk, y cuando todo parece perdido, alguien desconocido dispara a Hawk y le mata. El arma del crimen pertenece a la corista, pero cuando el detective Crosby (Robert Elliot) está a punto de arrestarla, la verdadera asesina, la exnovia de Hawk, confiesa el crimen y se entrega a la policía.

## Reparto
- Helene Costello: Kitty Lewis
- Cullen Landis: Eddie Morgan
- Mary Carr: Mrs. Morgan
- Wheeler Oakman:'Hawk' Miller
- Gladys Brockwell: Molly Thompson
- Robert Elliott: Detective Crosby
- Eugene Pallette: Gene
- Tom Dugan: Sam
- Tom McGuire: Collins
- Walter Percival: Jake Jackson
- Guy D'Ennery: Tommy (as Guy Dennery)
- Jere Delaney: Dan Dickson

## Producción
Originalmente planeada como cortometraje musical, fue expandido en numerosas ocasiones hasta que acabó teniendo una duración de largometraje. Tiene una versión muda, aunque esa versión se ha perdido, conservándose hoy en día únicamente la versión sonora.

## Temas musicales
- "At Dawning" (interpretada por Harry Downing)
- "Kiss and Make Up" (interpretada por Harry Downing y bailada por las coristas en la secuencia del nightclub)
- "March Dance" (bailada por las coristas en la secuencia del nightclub)

## Crítica
La película tuvo un relativo éxito en el momento de su estreno, debido a la novedad de la tecnología sonora, y especialmente al hecho de ser la primera película de la historia del cine sin secuencias mudas. Sin embargo, presenta graves carencias de guion y de interpretación, también debidas a la falta de habituación a la nueva tecnología y a las sucesivas ampliaciones del metraje original. En general se considera que esta película no tiene más interés que el meramente histórico como hito tecnológico.